# Аргія
Аргія, ще — Аргея, Агрія (дав.-гр. Ἀργεία) — персонаж давньогрецької міфології, дочка Адраста і Амфітеї, дружина Полініка, сина фіванського царя Едіпа і Йокасти, мати Ферсандра.
Після загибелі чоловіка в двобої з братом Етеоклом, допомогла їх сестрі Антигоні викрасти тіло Полініка та належно поховати його, незважаючи на заборону правителя Креонта.